# Prisão temporária
A prisão temporária é uma espécie de prisão cautelar, sendo instrumental para a apuração de um crime grave.

## No Brasil
No Brasil, a prisão temporária foi instituída pela Lei 7 960, de 21 de dezembro de 1989, logo após a promulgação da constituição brasileira de 1988, a fim de substituir a prisão por averiguação, procedimento em desconformidade com os direitos fundamentais consagrados pela nova carta.
A prisão temporária é uma espécie de prisão cautelar que não pode ser decretada de ofício pelo juiz. Depende de requerimento do Ministério Público ou de representação da autoridade policial. Neste ultimo caso, o juiz deverá ouvir o Ministério Público.
Para que um juiz determine a ordem de prisão temporária, é necessário que a contenção do indiciado seja "imprescindível para as investigações do inquérito policial" (inciso I do artigo 1º da Lei) ou no caso de o indiciado não ter residência fixa ou não fornecer elementos necessários ao esclarecimento de sua identidade (inciso II do artigo 1º da Lei).
Só há possibilidade de decretar prisão temporária nos seguintes crimes graves (previstos no inciso III, do mesmo artigo legal):
- homicídio doloso;
- sequestro ou cárcere privado;
- roubo;
- extorsão;
- extorsão mediante sequestro;
- estupro;
- atentado violento ao pudor (o art. 214 foi revogado pela Lei nº 12 015/2009);
- rapto violento (o art. 219 foi revogado pela Lei 11 106/2005);
- epidemia com resultado de morte intencional ou não;
- envenenamento de água, alimento ou remédio, resultando morte também intencional ou não;
- quadrilha ou bando;
- tráfico de drogas;
- crimes contra o sistema financeiro;
- crimes previstos na Lei de Terrorismo.  (Incluído pela Lei nº 13.260, de 2016)

A Lei 8.072 de 25 de julho de 1990, denominada Lei dos Crimes Hediondos, previu, em seu artigo 2º, parágrafo 4º, que todos os crimes ali listados poderiam ensejar prisão temporária. Assim, à lista, devem-se acrescentar os crimes de tortura e genocídio.
A prisão temporária dura cinco dias, podendo ser prorrogada por mais cinco dias, caso se comprove necessidade e urgência (artigo 2º, caput, da Lei da prisão temporária). Caso se trate de suspeito de crime hediondo, tortura, tráfico ilícito de substâncias entorpecentes e drogas afins ou de terrorismo, a prisão temporária poderá durar trinta dias, prorrogáveis pelo mesmo prazo (artigo 2º, parágrafo 4º, da referida lei).

## Prazo
O prazo para prisão temporária é de 5 dias nos casos de crime comum, sendo prorrogáveis pelo mesmo período, comprovada extrema necessidade, já nos casos de crimes hediondos, o prazo para este tipo de prisão cautelar é de 30 dias sendo prorrogáveis por igual período, comprovada extrema necessidade.